# 阿塞拜疆政治
憲法上阿塞拜疆是一個半總統制的多黨制民主國家，但事實上整個政府運作沒有實際上的民主，民主指數也屬於獨裁。阿塞拜疆總統是國家元首，阿塞拜疆副總統是國家副元首為二號領導人；阿塞拜疆總理則是政府領導人。立法權由政府和國會所有。阿塞拜疆在1991年12月通過了獨立公投，從蘇聯獨立。阿塞拜疆現任總統是伊利哈姆·阿利耶夫，所屬政黨是右翼的新阿塞拜疆党。